# Шикунов, Михаил Иванович
Михаил Иванович Шикунов (1935-2003) — сельскохозяйственный деятель, Герой Социалистического Труда (1990).

## Биография
Михаил Шикунов родился 18 апреля 1935 года на хуторе Первоказьминский (ныне — Кочубеевский район Ставропольского края). После окончания семилетней школы и зооветтехникума работал зоотехником в колхозе «Заветы Ильича». Служил в Советской Армии. Демобилизовавшись, продолжал работать в колхозе.
С 1972 года Шикунов был председателем колхоза-племзавода имени Чапаева в селе Ивановское Кочубеевского района. Он кардинально перестроил всё хозяйство, в том числе поля, фермы и спецкомплексы по выращиванию отдельных культур. При нём активно развивалось животноводство колхоза, особенно молочное, свиноводство и овцеводство. Колхоз Шикунова стал одним из самых лучших в районе, и до сих пор остаётся таковым.
Указом Президента СССР от 23 августа 1990 года за «выдающиеся успехи в развитии сельского хозяйства, большой личный вклад в увеличение производства и продажи государству сельскохозяйственной продукции на основе применения прогрессивных технологий и передовых методов организации труда» Михаил Шикунов был удостоен высокого звания Героя Социалистического Труда с вручением ордена Ленина и медали «Серп и Молот».
В 1990—1991 годах являлся членом Центральной контрольной комиссии КПСС.
Несмотря на распад СССР, колхоз Шикунова продолжает функционировать и по сей день. Шикунов руководил им до своей кончины 24 ноября 2003 года.
Почётный гражданин Ставропольского края. Был награждён двумя орденами Ленина, орденами Октябрьской Революции и «Знак Почета», рядом медалей.